# Olbramice (Olomouc)
Olbramice è un comune della Repubblica Ceca facente parte del distretto di Olomouc, nella regione di Olomouc.